# Barentsburg

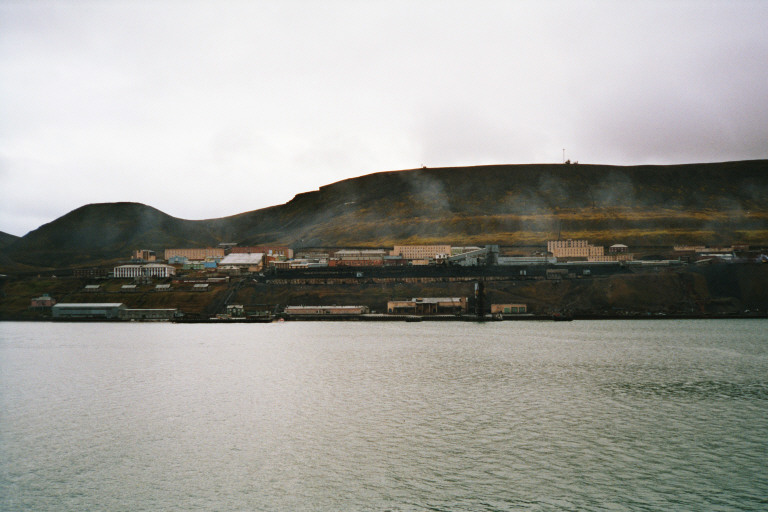
Barentsburg sett från havet

Barentsburg (ryska: Ба́ренцбу́рг) är en rysk gruvort på Svalbard, ägd av det statligt ägda ryska gruvbolaget Arktikugol.
Barentsburg grundades som en nederländsk gruvort på 1920-talet. Den såldes 1932 till Sovjetunionen och drivs av det statliga ryska gruvföretaget Arktikugol Trust.
Avståndet mellan Longyearbyen och Barentsburg är 55 kilometer. Landvägen kan transporter vintertid ske med snöskoter. Sommartid sker transporter med fartyg på Isfjorden.  
Ryssland har ett konsulat i Barentsburg.

## Näringar
Barentsburg är ett brukssamhälle ("company town") som ägs och drivs av Artikugol, som även äger det andra ryska, övergivna kolgruvesamhället Pyramiden längre in i Isfjorden. Kolutvinningen har från samhällets grundande varit den helt dominerande verksamnheten. Under de senaste åren har också utvecklats viss turistverksamhet genom företaget Arctic Travel Company Grumant. År 2016 hade orten 18.000 besökande. I Barentsburg finns ett hotell, Pomors Hostel. Av de omkring 320 vuxna i Barentsburg är 270 sysselsatta inom gruvutvinningen och 50 inom turistnäringen. Övriga är barn och ungdomar.

## Transporter
Det saknas vägförbindelser ut från Barentsburg. Vintertid finns skoterled till Longyearbyen. Den västra hälften kan alternativt köras på norra eller södra sidan av Nordenskiöld Land Nationalpark och den östra delen alternativt genom Longyeardalen eller Todalen/Adventdalen, bägge via fjällpasset Gangskaret.

## Fotogalleri

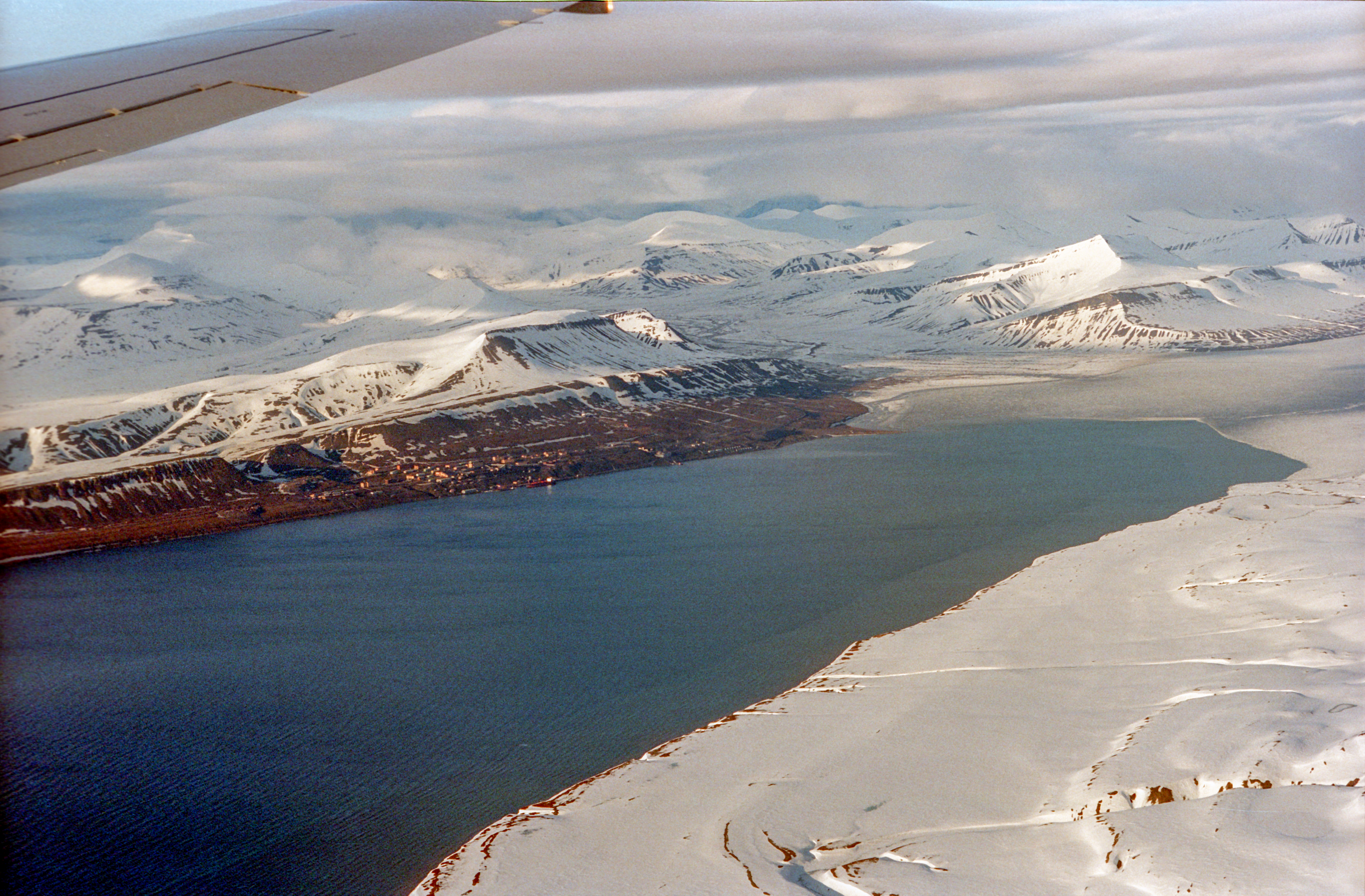
Barentsburg från luften
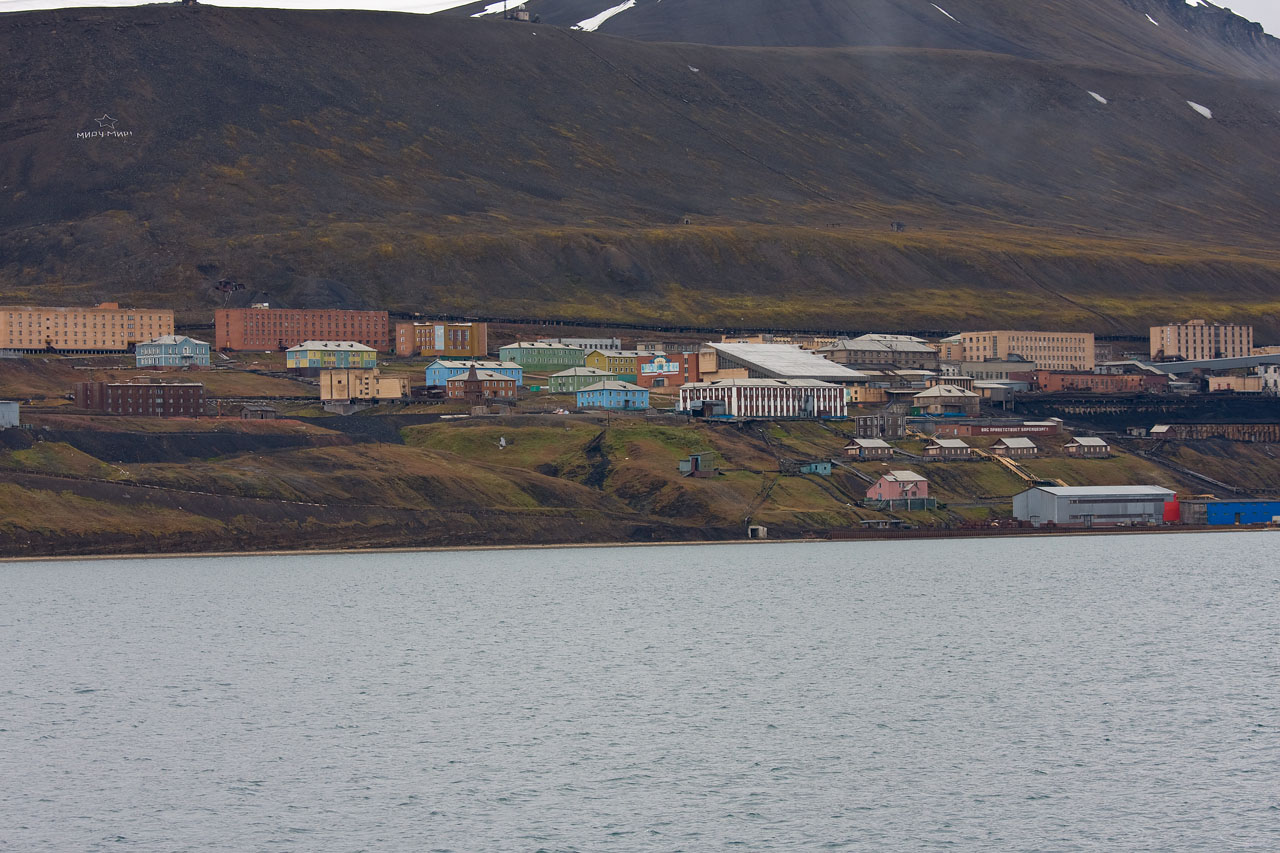
Barentsburg från fjorden
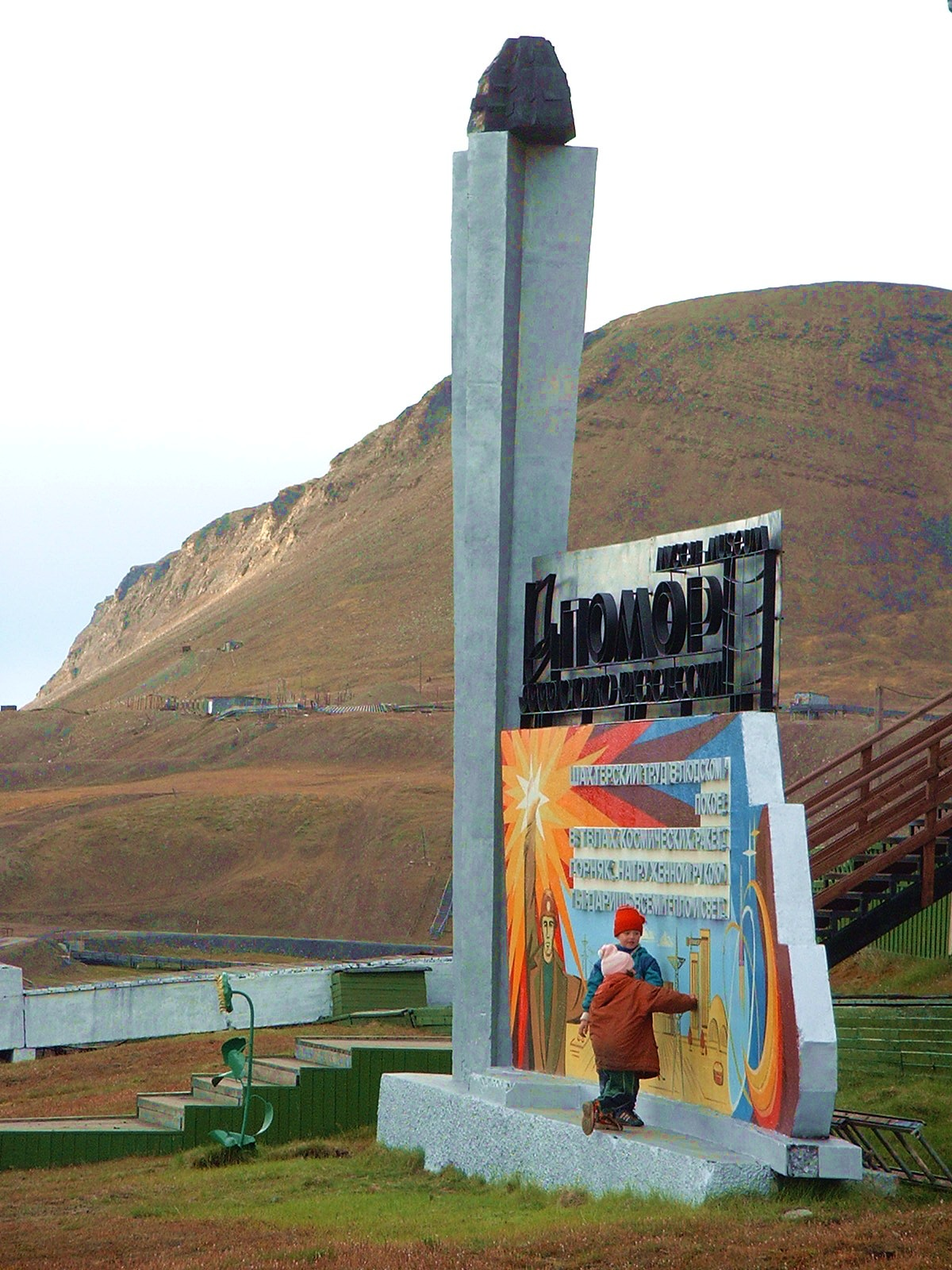
Kolmonument
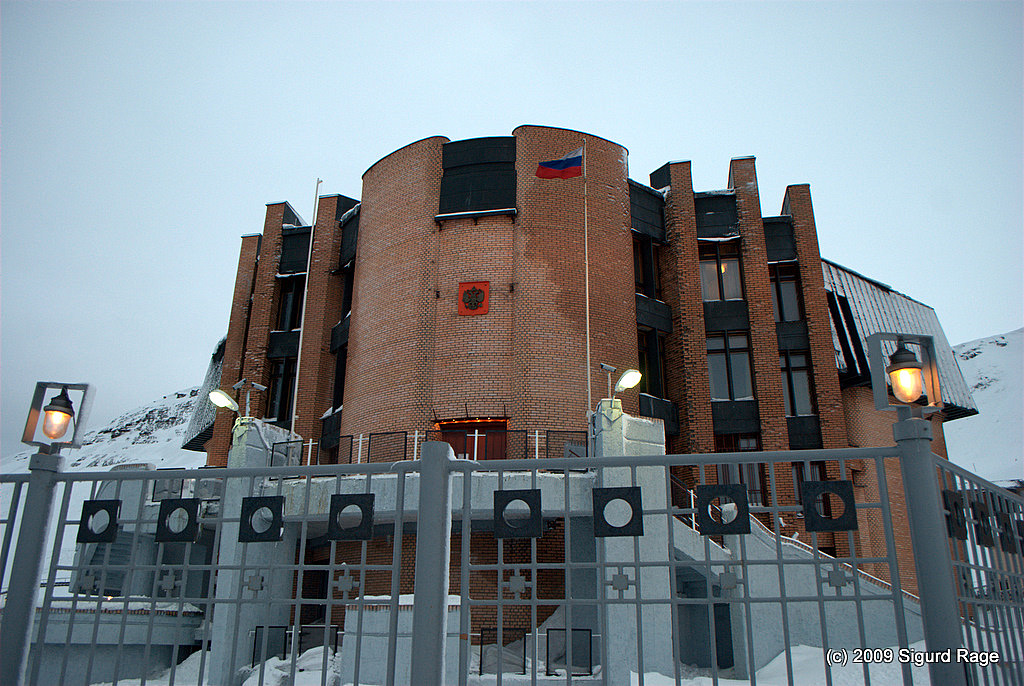
Ryska konsulatet
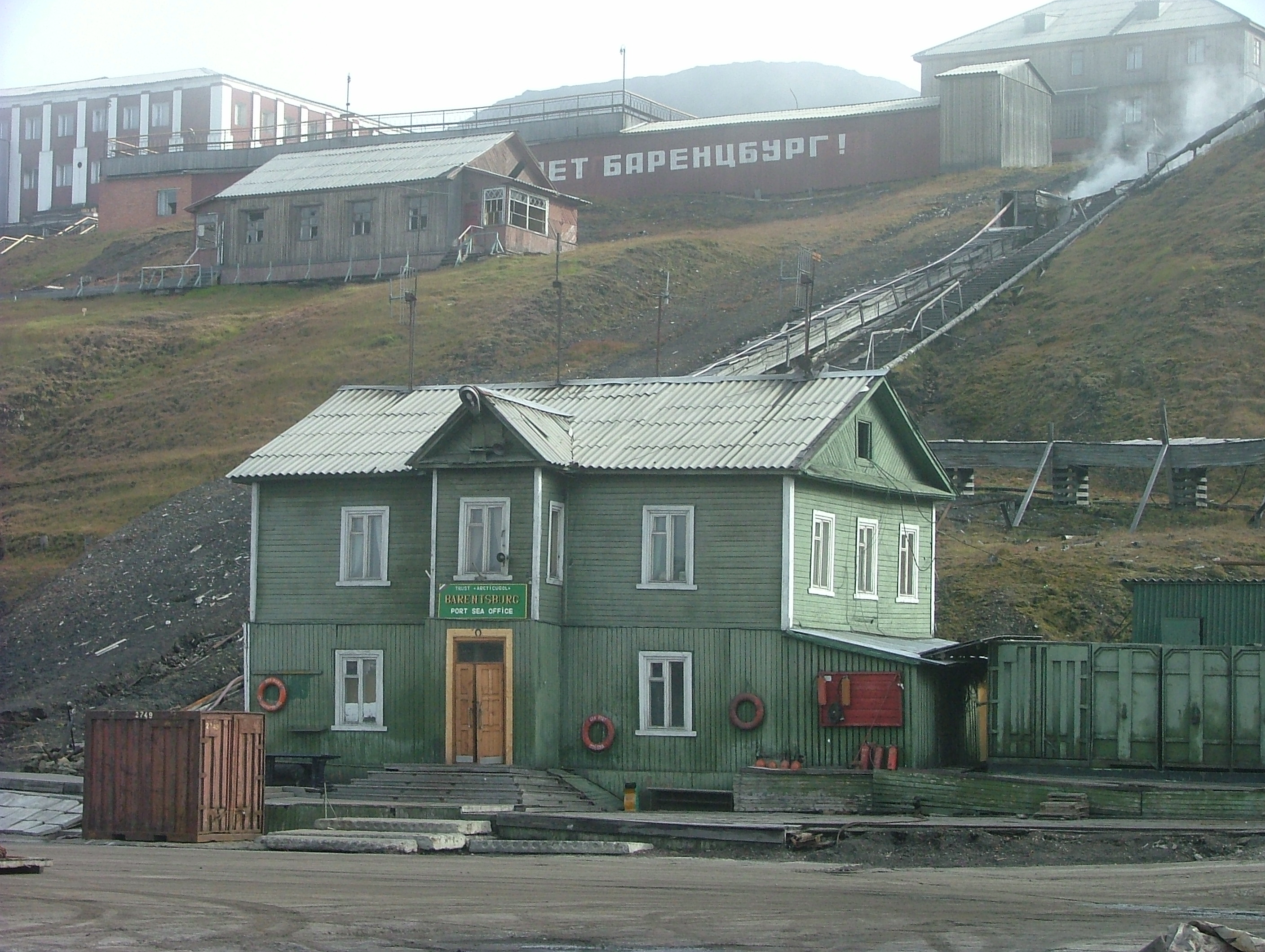
Barentsburg, sett från hamnen
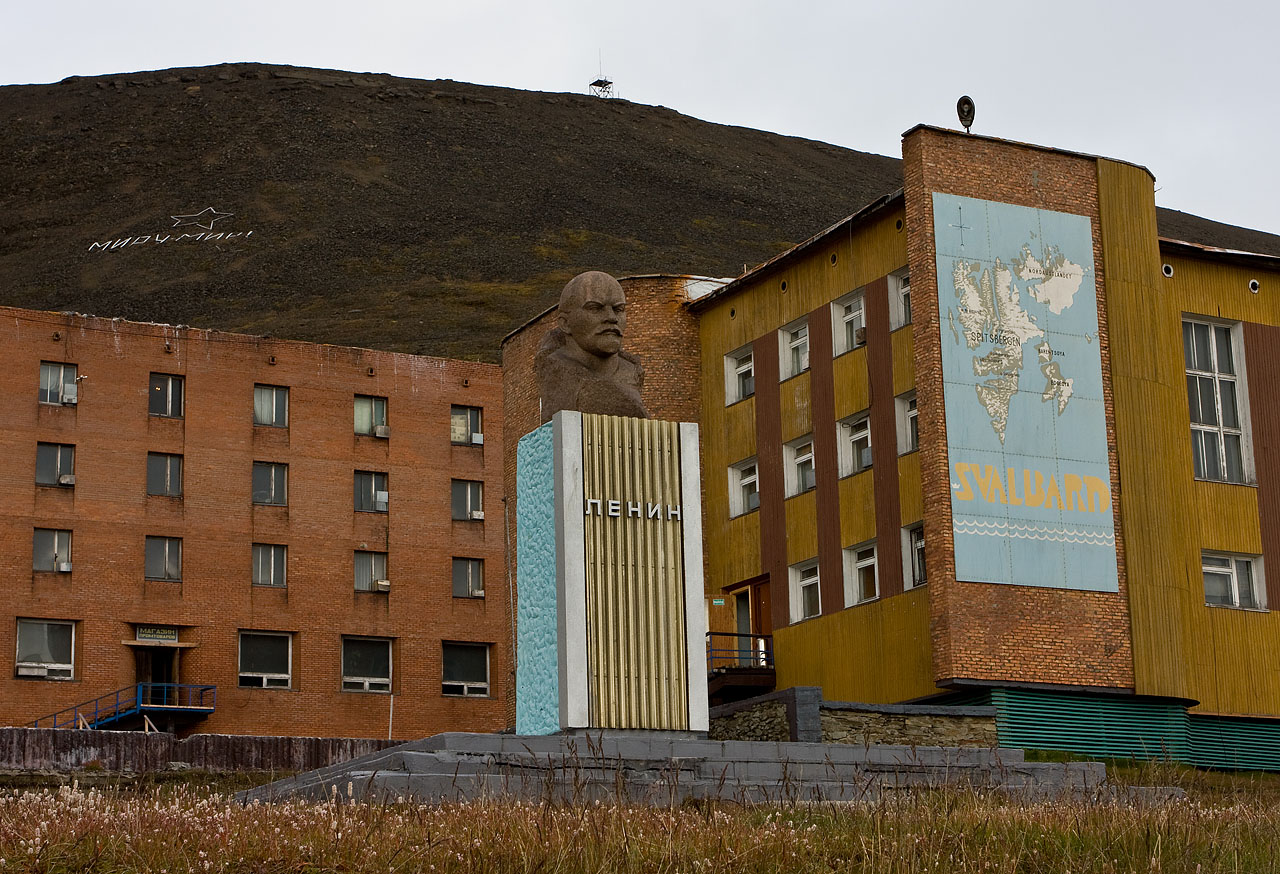
Leninstaty
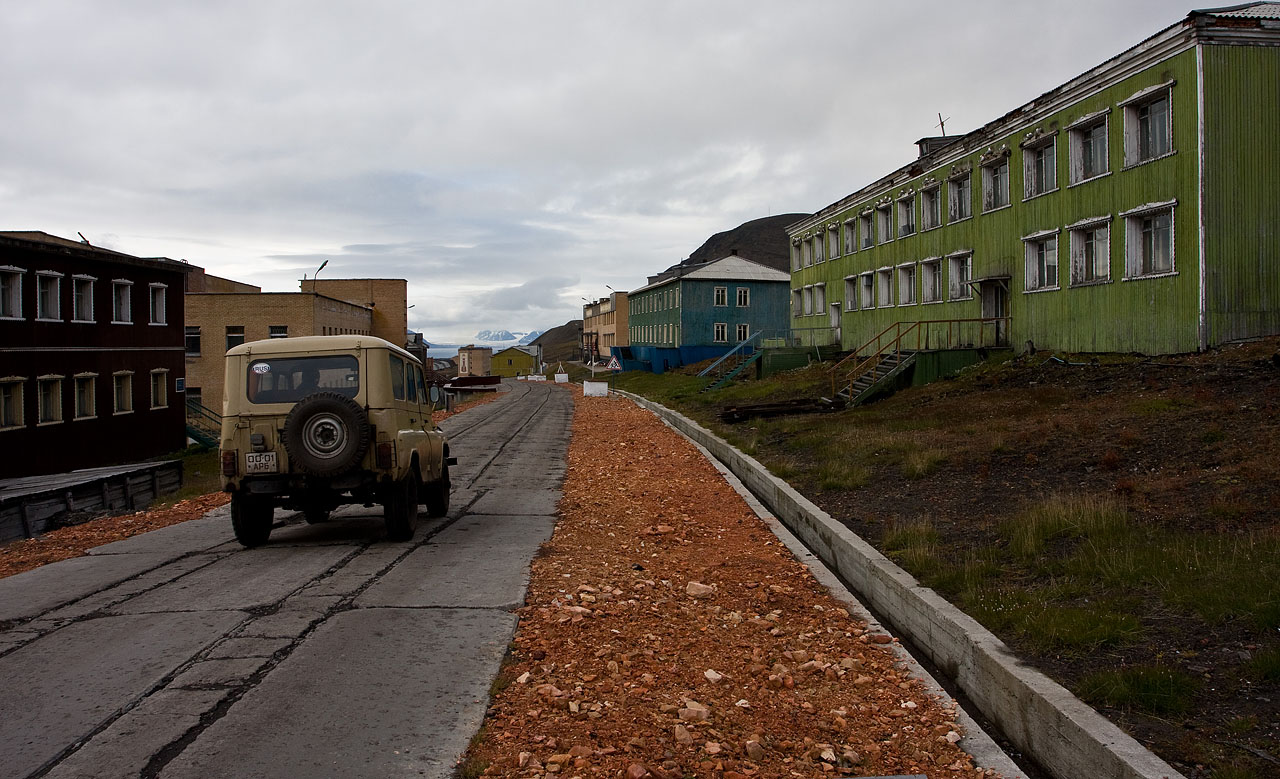
Huvudgatan, Ulitsa Ivana Starostina